# Tournoi de tennis de Bangkok II
Le KPN Bangkok Open II est un tournoi international de tennis masculin faisant partie de l'ATP Challenger Tour ayant lieu tous les ans au mois de janvier à Bangkok. Il a été créé en 2016 et se joue sur dur extérieur.
Il a lieu la semaine suivant le KPN Bangkok Open I. Le tournoi ATP de Thaïlande se joue également à Bangkok, la première édition ayant eu lieu en 1980.

## Palmarès

### Simple
| Année | Vainqueur         | Finaliste                   | Score             |
| ----- | ----------------- | --------------------------- | ----------------- |
| 2016  | Mikhail Youzhny   | Adam Pavlásek               | 6-4, 6-1          |
| 2017  | Janko Tipsarević  | Li Zhe                      | 6-2, 6-3          |
| 2018  | Marcel Granollers | Enrique López-Pérez         | 4-6, 6-2, 6-0     |
| 2019  | James Duckworth   | Alejandro Davidovich Fokina | 6-4, 6-3          |
| 2020  | Federico Gaio     | Robin Haase                 | 6-1, 4-6, 4-2 ab. |

### Double
| Année | Vainqueurs                                | Finalistes                         | Score             |
| ----- | ----------------------------------------- | ---------------------------------- | ----------------- |
| 2016  | Wesley Koolhof Matwé Middelkoop           | Gero Kretschmer Alexander Satschko | 6-3, 7-61         |
| 2017  | Sanchai Ratiwatana Sonchat Ratiwatana     | Sadio Doumbia Fabien Reboul        | 7-64, 7-5         |
| 2018  | James Cerretani Joe Salisbury             | Enrique López-Pérez Pedro Martínez | 65-7, 6-3, [10-8] |
| 2019  | Li Zhe Gonçalo Oliveira                   | Enrique López-Pérez Hiroki Moriya  | 6-2, 6-1          |
| 2020  | Gonzalo Escobar Miguel Ángel Reyes-Varela | Gong Maoxin Zhang Ze               | 6-3, 6-3          |